# Kristian Starup
Kristian Winslöv Starup, född 23 september 1910 i Uppsala, död 19 augusti 1996 i Karlskrona, var en svensk länsassessor, målare och tecknare.
Han var son till disponenten Anders Starup och Elvira Peterson och från 1939 gift med Ingrid Helena Wahlström. Starup blev jur.kand. i Uppsala 1935 och gjorde tingstjänstgöring i Gävle 1936–1939. Vid sidan av sitt arbete var han verksam som konstnär och illustratör. Tillsammans med Alve Nordenhielm arrangerade han en grupputställning i Svängsta 1961 och under 1960-talet medverkade han i utställningar med Karlskronakonstnärer i Karlskrona. Hans konst består av figurstudier, stadsmotiv och landskapsskildringar samt illustrationer och skämtteckningar till dags- och veckopress.   